# Cratere Camargo
Camargo  è un cratere sulla superficie di Marte.